# 세타역 (구마모토현)
세타역(일본어: 瀬田駅)은 일본 구마모토현 기쿠치군 오즈정에 위치한 규슈 여객철도 호히 본선의 철도역이다. 상대식 승강장 2면 2선의 구조를 갖춘 지상역이다.

## 타는 곳
| 1 | ■ 호히 본선 | (상행) | 히고오즈 · 구마모토 방면 |
| 2 | ■ 호히 본선 | (하행) | 아소 방면                |

## 역 주변
- 국도 제57호선

## 역사
- 1916년 11월 11일 : 철도원이 개업.
- 1922년 9월 : 현재 위치로 이전.
- 1983년 11월 30일 : 무인화.
- 1987년 4월 1일 : 일본국유철도 분할 민영화에 의해, 규슈 여객철도가 승계.

## 인접 역
| 호히 본선              | 호히 본선   | 호히 본선          |
| ---------------------- | ----------- | ------------------ |
| 히고오즈 구마모토 방면 | ■ 호히 본선 | 다테노 오이타 방면 |